# Нельсон, Джек
Джек Вейман Нельсон (англ. Jack Weyman Nelson; 8 ноября 1931, Чикамога, Джорджия, США — 5 ноября 2014, Форт-Лодердейл, Флорида, США) — американский пловец и тренер, главный тренер женской сборной США на летних Олимпийских играх в Монреале (1976).

## Биография
На летних Олимпийских играх в Мельбурне (1956) занял четвёртое место на дистанции 200 м баттерфляем. По окончании профессиональных выступлений перешёл на тренерскую работу в клубе Fort Lauderdale Swim Team (Флорида). Являлся тренером женской олимпийской сборной США на летней Олимпиаде в Монреале (1976).
В 1994 года был введён в Международный Зал славы плавания, в 2000 — в американский Зал тренерской славы плавания.
В начале 1990-х известная американская пловчиха на длинные дистанции Дайана Найэд выступила с обвинениями в адрес тренера в сексуальных домогательствах.
В биографическом фильме 2023 года «Дайана Найэд» роль Нельсона исполнил актёр Эрик Т. Миллер.